# Internazionali Femminili di Palermo 2000
Gli Internazionali Femminili di Palermo 2000 sono stati un torneo femminile di tennis giocato sulla terra rossa. È stata la 13ª edizione degli Internazionali Femminili di Palermo, che fa parte della categoria Tier IV nell'ambito del WTA Tour 2000. Si è giocato a Palermo in Italia, dal 10 al 16 luglio 2000.

## Campioni

### Singolare
Henrieta Nagyová ha battuto in finale  Pavlina Nola con il punteggio di 6–3, 7–5

### Doppio
Silvia Farina Elia /  Rita Grande hanno battuto in finale  Ruxandra Dragomir /  Virginia Ruano Pascual con il punteggio di 6–4, 0–6, 7–6(6)